# Cordyceps canadensis
Cordyceps canadensis är en svampart som beskrevs av Ellis & Everh. 1898. Cordyceps canadensis ingår i släktet Cordyceps och familjen Cordycipitaceae.   Inga underarter finns listade i Catalogue of Life.